# Jonathan Sexton
Jonathan „Jonny“ Sexton (* 11. Juli 1985 in Dublin) ist ein ehemaliger irischer Rugby-Union-Spieler, der auf der Position des Verbinders eingesetzt wurde. Er  war für die irische Nationalmannschaft, die französische Mannschaft Racing 92 und das irische Pro14-Team Leinster Rugby aktiv.
Sexton begann seine Profikarriere 2005 bei Leinster. Im Jahr 2009 folgte sein internationaler Durchbruch. Zunächst führte er die Provinz Leinster zum Gewinn des Heineken Cup, nachdem sich der zuvor gesetzte Argentinier Felipe Contepomi verletzt hatte. Im Halbfinale sorgte er mit vielen Punkten für den Sieg über den Rivalen Munster, im Finale erzielte er unter anderem ein Dropgoal zum Titelgewinn gegen die Leicester Tigers. Im Verlauf des Jahres gewann er mit der Reservenationalmannschaft Irlands souverän den Churchill Cup. Zu den Novemberländerspielen wurde er erstmals für die Herrennationalmannschaft nominiert und gab sein Debüt beim 46:10-Sieg über Fidschi. Nach diesem Sieg wurde er zum Spieler des Spiels ernannt und auch beim Aufeinandertreffen mit Südafrika eingesetzt, das Irland für sich entscheiden konnte.
Sexton war der Gewinner des World Rugby Player of the Year im Jahr 2018, zudem war er 2014 und 2022 für die Auszeichnung nominiert worden. Er ist erst der zweite irische Spieler der Geschichte, der nach dem ersten Gewinner, Keith Wood, 2001 den Preis gewann. Sein letztes Spiel absolvierte er im Viertelfinale der Rugby-Union-Weltmeisterschaft 2023 gegen die All Blacks am 14. Oktober 2023.